# 身近なことからSDGs
『身近なことからSDGs』（みぢかなことからエスディージーズ）は、地方民放ラジオ局向けに2021年9月27日から放送されている教養番組である。

## 番組概要
国際連合が定義する持続可能な開発目標（SDGs）の17のゴール・169のターゲットを達成するために、我々の日常生活から取り組むべき課題を、専門家やそれらを実践している市民らをゲストに迎えて解説する番組。月一回、山本ミッシェール（元NHKワールド・ラジオ日本アナウンサー→ジャーナリスト）もコメンテーターとして、海外のSDGsについて紹介することもある。
出演は牛窪万里子（フリーアナウンサー）が番組開始時から担当してきたが、2023年10月からは元日本放送協会（NHK）アナウンサーの石井麻由子が加わり、隔週で担当する。

## ネット局
2023年4月時点。太字は番組開始当初のネット局。
栃木放送を除くすべてのネット局が『SDGメディア・コンパクト』へ参加している。
| 放送対象地域   | 放送局     | 放送時間                                | 備考 |
| -------------- | ---------- | --------------------------------------- | --- |
| 青森県         | 青森放送   | 月曜 - 金曜 17:25 - 17:30               | 2021年11月11日より木曜 11:25 - 11:30 にてネット開始。2022年9月25日より現行の時間帯で放送。 週により月曜日はゲストによる解説はなし 他の曜日はゲストの解説あり                                                                                        |
| 秋田県         | 秋田放送   | 土曜 7:20 - 7:25                        | 2022年4月2日よりネット開始。レギュラー放送開始前の2022年1月3日に 17:46 - 18:00 で単発放送している。 尺の関係で週によりゲストによる解説はなし |
| 宮城県         | 東北放送   | 日曜 5:45 - 6:00                        | 現行時間帯は2023年4月2日から。2022年4月3日から2023年3月26日までは日曜 6:30 - 6:45 に放送されていた。 |
| 山形県         | 山形放送   | 月曜 - 金曜 17:50 - 18:00               | 2022年4月4日よりネット開始。週により月曜日はゲストによる解説はなし 他の曜日はゲストの解説あり 山形:「山形パナソニックグループpresents」の冠協賛タイトルあり                                                                                         |
| 福島県         | ラジオ福島 | 月曜 - 金曜 18:20 - 18:25               | 2022年4月4日よりネット開始。週により月曜日はゲストによる解説はなし 他の曜日はゲストの解説あり 山形:「山形パナソニックグループpresents」の冠協賛タイトルあり                                                                                         |
| 栃木県         | 栃木放送   | 水曜 15:45 - 15:55                      | ワイド番組『ミキシング!』に内包。2021年9月30日から同年12月16日までは木曜の同時間帯に放送されていた。 |
| 鳥取県・島根県 | 山陰放送   | 土曜 7:30 - 7:45 （再）日曜 6:00 - 6:15 | 2021年10月2日よりネット開始。 日曜の再放送は2023年4月2日開始 |
| 山口県         | 山口放送   | 月曜 - 金曜 17:20 - 17:30               | 2023年3月27日よりネット再開。2021年9月28日より火曜 - 金曜 18:20 - 18:30にてネット開始。2022年4月3日より同年9月24日までは日曜 7:45 - 8:00 に放送時間が変更された後、2022年9月26日から2023年2月3日までは火曜 - 金曜 18:20 - 18:30にて放送されていた。 |
| 徳島県         | 四国放送   | 月曜 - 木曜 13:10 - 13:20               | 現行時間帯は2023年4月3日から。2021年10月2日から2023年3月25日までは土曜 6:05 - 6:10に放送されていた。なお、土曜時代は尺の関係で週によりゲストによる解説がない場合があった。                                                                          |
| 香川県         | 西日本放送 | 日曜 10:15 - 10:30                      | 2023年4月2日よりネット開始。レギュラー放送開始前の2023年1月1日に 19:45 - 20:00 で単発放送している。 |
| 大分県         | 大分放送   | 月曜 - 金曜 17:15 - 17:22               | 2021年9月27日よりネット開始。 週により月曜日はゲストによる解説はなし 他の曜日はゲストの解説あり 金曜日のみワイド番組『フライトPark〜出発時刻は夕方4時30分!』のフロート番組として内包。                                                              |

### 過去のネット局
| 放送対象地域 | 放送局   | 備考 |
| ------------ | -------- | --- |
| 新潟県       | 新潟放送 | 2021年9月28日から2022年3月29日まで火曜 18:30 - 18:45 に放送。                                                                         |
| 山梨県       | 山梨放送 | 2021年10月9日から2022年3月26日まで土曜 7:40 - 7:55 に放送。その後、2023年1月1日に 10:39 - 10:59 で単発放送している。                  |
| 長野県       | 信越放送 | 2021年10月2日から2022年3月19日まで土曜 16:50 - 17:00 に放送。その後、2023年1月1日に 10:55 - 11:10 で単発放送している。                |
| 高知県       | 高知放送 | 2022年4月2日より同年7月23日まで土曜 16:30 - 16:45 に放送。                                                                            |
| 長崎県       | 長崎放送 | 2021年9月27日から2023年3月24日まで月曜 - 金曜 6:30 - 6:35にて放送。 週により月曜日はゲストによる解説はなし 他の曜日はゲストの解説あり |
| 宮崎県       | 宮崎放送 | 2021年10月3日から2022年3月27日まで日曜 10:45 - 10:55 に放送。                                                                         |

### 年末年始・単発のみのネット局
| 放送対象地域 | 放送局      | 備考 |
| ------------ | ----------- | --- |
| 北海道       | HBCラジオ   | 2021年12月30日・31日 8:35 - 8:45、2022年1月3日 14:30 - 14:40、2022年12月30日 8:35 - 8:45、2023年1月2日・3日 8:35 - 8:45 にそれぞれ単発放送している。 |
| 石川県       | 北陸放送    | 2021年12月31日 9:30 - 10:00、2023年1月2日 8:30 - 8:50 にそれぞれ単発放送している。                                                                   |
| 静岡県       | 静岡放送    | 2022年1月3日 7:30 - 7:55、2023年1月3日 7:30 - 7:55 にそれぞれ単発放送している。                                                                      |
| 岡山県       | RSK山陽放送 | 2023年1月2日・3日 7:40 - 7:45、2023年4月2日・9日 6:20 - 6:30 にそれぞれ単発放送している。                                                            |
| 愛媛県       | 南海放送    | 2023年1月2日 18:15 - 18:45 に単発放送している。 |